# Uitspraak (taal)
De uitspraak van woorden door een persoon is de manier waarop de persoon de woorden laat klinken wanneer hij deze uitspreekt. Een woord kan worden uitgesproken op verschillende manieren door verschillende personen, afhangend van vele factoren, zoals de tijd wanneer en het gebied waar ze opgroeiden, het gebied waar ze nu wonen, de sociale klasse en het onderwijs.

## Taalkundige terminologie
De manier waarop een persoon een woord uitspreekt hangt ten eerste af van de basiseenheden van het geluid (phones) die de persoon gebruikt in zijn taal. De tak van taalwetenschap die de aard en productie van klanken in taal bestudeert is de fonetiek.
De studie van taalkundige eenheden in het gesproken woord (die fonemen worden genoemd) heet fonologie. De fonologie groepeert de klanken naar hun functie in een taal, en houdt zich, in tegenstelling tot de fonetiek, niet bezig met de verschillen in uitspraak zolang woorden daardoor geen andere betekenis krijgen.